# Високопродуктивні модрини
Високопродуктивні модрини — ботанічна пам'ятка природи місцевого значення. Розташована на території Черемошненської сільської ради Погребищенського району Вінницької області (Погребищенське лісництво, кв. 29, діл. 12) поблизу с. Черемошне. Оголошена відповідно до рішення Вінницького облвиконкому від 29.08.1984 р. № 371. 
Площа - 0,03 га, перебуває у віданні ДП «Іллінецьке лісове господарство».
Охороняється ділянка високопродуктивного насадження модрини сибірської віком близько 100 років з домішкою дуба звичайного, граба звичайного, клена гостролистого, розташована на рівнинній території з сірими лісовими ґрунтами.